# 南大阪病院
南大阪病院（みなみおおさかびょういん）は、社会医療法人景岳会が大阪府大阪市住之江区東加賀屋に設置する病院。

## 診療科
- 内科
- リハビリテーション科
- 消化器内科
- 循環器内科
- 糖尿病内科
- 代謝内科
- 内分泌内科
- 人工透析内科
- 消化器外科
- 乳腺外科
- 外科
- 整形外科
- 腎臓内科
- 胸部外科
- 内視鏡外科
- 外科（がん）
- 耳鼻咽喉科
- リウマチ科
- 眼科
- 病理診断科
- 臨床検査科
- 神経内科
- 皮膚科
- 泌尿器科
- 心療内科
- 形成外科
- 放射線科
- 麻酔科
- 呼吸器内科

## 医療機関の指定・認定
（下表の出典）
| 保険医療機関                     | 労災保険指定病院                               |
| 生活保護法指定病院               | 臨床研修病院                                   |
| 指定自立支援病院（更生医療）     | 結核指定病院                                   |
| がん診療連携拠点病院等           | 原子爆弾被害者医療指定病院                     |
| 特定疾患治療研究事業委託医療機関 | DPC対象病院                                    |
| 指定小児慢性特定疾病医療機関     | 身体障害者福祉法指定医の配置されている医療機関 |
| 公害医療機関                     |                                                |

- 救急告示病院（二次救急）[2]
- 公益財団法人日本医療機能評価機構認定病院[3]
- このほか、各種法令による指定・認定病院であるとともに、各学会の認定施設でもある。

## 交通アクセス
- Osaka Metro四つ橋線「北加賀屋駅」より徒歩5分[4]
- 南海本線「粉浜駅」より徒歩約20分[4]

## 周辺
- 中加賀屋公園[4]
- 大阪市立加賀谷東小学校[4]

## 関連施設
- 南大阪看護専門学校（大阪市西成区南津守7-14-31） - 同一法人が運営。